# Lago Columbia

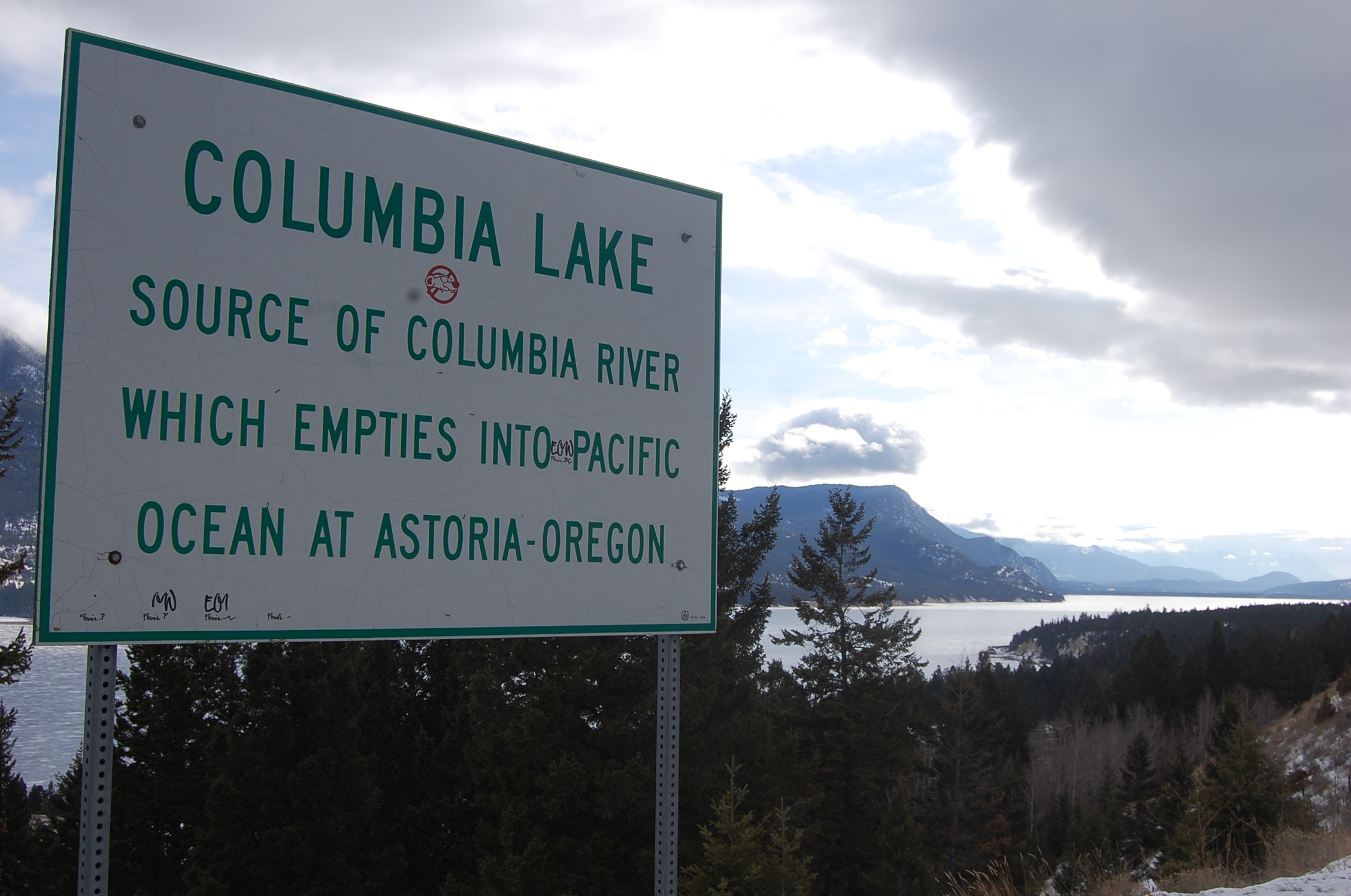
El lago Columbia, cerca de Canal Flats, B.C.

El lago Columbia  (del inglés: Columbia  Lake) es un lago de agua dulce localizado en la Columbia Británica, Canadá, la fuente principal del río Columbia que es alimentado por varios pequeños afluentes. El lago está situado a lo largo de las carreteras 93 y 95, entre Canal Flats y Fairmont Hot Springs. La pequeña localidad de Canal Flats (700 habitantes en 2006) se encuentra en el extremo sur del lago.
La temperatura medio de sus aguas en julio es de 18 °C, que lo convierten en el mayor lago de agua caliente en East Kootenay. Tiene una profundidad media de 15 pies, con una claridad de agua excelente, ya que goza de un menor volumen de tráfico fluvial que su vecino del norte, el lago Windermere.
El río Kootenay, un tributario importante del Columbia, pasa a muy poca distancia del extremo sur del lago. En las avenidas del Kootenay, que en esta zona ya es un gran río, a veces se desborda en el lago Columbia. Históricamente el canal Grohman-Baillie conectó ambos cuerpos de agua para facilitar la navegación de los barcos de vapor, aunque sólo tres viajes se hicieron a su través.